# Burg Neckenmarkt
Die Burg Neckenmarkt, auch bekannt als Burg Eckendorf, war eine Höhenburganlage unweit von Neckenmarkt im Bezirk Oberpullendorf im österreichischen Burgenland.

## Geschichte
Die urkundlich als Burg Eckendorf bezeichnete Anlage wurde vermutlich in der ersten Hälfte des 13. Jahrhunderts von Laurentius Aba, einem Sohn des Peter Aba, Angehöriger einer alten ungarischen Sippe, errichtet. Schon im Jahre 1289 wurde die Burg in den Kriegswirren zwischen dem österreichischen Herzog Albrecht und den Güssinger Grafen (Adelsgeschlecht von Heder), der in der Historie genannten 2. Güssinger Fehde vollständig zerstört. Er soll den Befehl gegeben haben, durch Untergrabung den Turm zu stürzen. Gerettet wurden aus der brennenden Burg angeblich 50 Frauen und 30 Kinder, während alle Männer zu Tode kamen.

## Beschaffenheit
Die Burg war auf der westlichen Anhöhe über Neckenmarkt gelegen. Heute sind nurmehr wenige Mauerreste im Bereich des Gebietes Lange Zeile erhalten. Der Hohlweg gilt als ein Teil der Befestigungsanlage. Auf Neckenmarkter Gemeindegebiet befindet sich weiters eine Ried mit dem Namen Burgstall, was darauf hindeutet, dass in früherer Zeit an dieser Stelle eine burgähnliche Anlage bestand.